# Igreja de Santiago (Valeta)

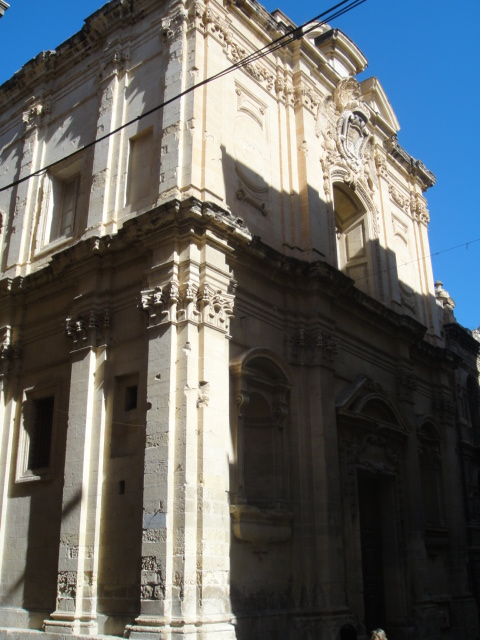
Igreja de Santiago

A Igreja de Santiago é uma igreja localizada na cidade maltesa de Valeta.